# بداهة كمية
في نظرية الحقل الكمومي، يمكن تقييد قيمة الشحنة المرصودة المُعاد استنظامها في النظرية الكلاسيكية بواسطة انتقاء الشحنات. وتُعرف النظرية بأنها «بديهية» أو غير متآثرة إذا كانت القيمة الناتجة عن الشحنة المُعاد استنظامها تساوي صفر في جميع الأحوال. ومن المثير للدهشة بناء على ما سبق أن النظرية الكلاسيكية التي تصف تآثر الجسيمات قد تصبح نظرية بديهية للجسيمات الحرة غير المتآثرة إذا اعتبرنا أنها نظرية حقل كمومي. يُشار إلى تلك الخصية بالبداهة الكمية. توجد لدينا أدلة قوية تدعم الفكرة القائلة بأن نظريات الحقل التي تتضمن بوزونات هيغز القياسية فقط نظرية بديهية في أبعاد الزمكان الأربعة، ولكن الأمر ليس واضحًا بصفة عامًا في حالة النماذج الواقعية التي تشمل جسيمات أخرى بجانب بوزون هيغز. ومع ذلك تظل مسألة البداهة في نماذج هيغز ذات أهمية كبرى نظرًا إلى الدور المحوري الذي يشغله بوزون هيغز في النموذج المعياري لفيزياء الجسيمات.
تتشابه مسألة بداهة هيغز مع معضلة قطب لانداو في الكهروديناميكا الكمية حيث تظهر بعض التناقضات في نظرية الكم عند التعامل مع مستويات زخم مرتفعة للغاية إلا عند وضع قيمة الشحنة المُعاد استنظامها بصفر، أي في حالة عدم تآثر المجال. تحظى معضلة قطب لانداو باهتمام أكاديمي شحيح في مجال الكهروديناميكا الكمية نظرًا إلى أنها تتعامل مع مستويات هائلة من الزخم يتعذر الوصول إليها حيث تظهر تلك التناقضات. ولكن الوضع مختلف في حالة النظريات التي تتعامل مع بوزون هيغز الأولي حيث يمكن الوصول إلى مستويات الزخم التي تجعل النظريات البديهية متناقضة بفضل الجهود التجريبية في بعض المنشآت مثل مصادم الهادرونات الكبير. وتفترض نظريات هيغز أن تآثر بوزون هيجز مع نفسه يولد كتل بوزونات دبليو وزد إلى جانب كتل الليبتونات مثل الإلكترون والميوون. إذا تضررت نماذج فيزياء الجسيمات الواقعية من مشكلة البداهة فلا بد من تعديل فكرة جسيم هيغز الأولي أو التخلي عنها تمامًا.
ومع ذلك يزداد الموقف تعقيدًا في حالة النظريات التي تشمل جسيمات أخرى. ففي الحقيقة قد تؤدي إضافة جسيمات أخرى إلى تحويل النظرية من نظرية بديهية إلى نظرية غير بديهية على حساب فرض قيود جديدة. ومن الممكن استخدام النظرية في تقييد كتلة هيغز أو حتى التنبؤ بها على حسب تفاصيل النظرية. وتتباين حدود البداهة الكمية تلك بشدة مع التصور الكلاسيكي الذي يتعامل مع كتلة بوزون هيغز على أنها بارامتر حر.

## البداهة ومجموعات إعادة الاستنظام
تُصاغ إطارات البداهة الحديثة بدلالة مجموعات إعادة الاستنظام في فضاء الأعداد الحقيقية التي طورها كينيث ويلسون وآخرون. وفي العادة تُجرى تحقيقات البداهة في سياق نظرية المقياس الشبكي. ومن خلال فيزياء المادة المكثفة تمكنا من الوصول إلى فهم أعمق للمعنى الفيزيائي وراء عملية إعادة الاستنظام وطريقة تعميمها، وهو فهم يتعدى مجموعة التوسع الخاصة بنظريات إعادة الاستنظام التقليدية. في عام 1966 نشر ليو كادانوف ورقة يطرح فيها مجموعة استنظام جديدة تُدعى مجموعة «الغزل الجماعي»، وهي طريقة لتعريف مكونات النظرية على نطاقات واسعة بصفتها مجموعات من المكونات على نطاقات صغيرة.
بفضل مساهمات كينيث ويلسون المكثفة غطى هذا الأسلوب الجانب المفهومي بشكل مفصل وصار مُدعمًا بالأدلة الحاسوبية. وتجلت قوة أفكار ويلسون من خلال استخدام أسلوب إعادة الاستنظام التكرارية البناءة عام 1974 في حل معضلة طال أمدها، ألا وهي معضلة كوندو، إلى جانب أسلوبه الجديد في نظرية الانتقالات الطورية من الرتبة الثانية والظواهر الحرجة في عام 1971. وتقديرًا لمساهماته القاطعة حصل ويلسون على جائزة نوبل عام 1982.
والآن دعنا ننظر للموضوع من ناحية تقنية: دعنا نفترض أن لدينا نظرية تُوصف من خلال دالة معينة Z من متغيرات الحالة {\displaystyle \{s_{i}\}} ومجموعة مُحددة من ثوابت الترابط {\displaystyle \{J_{k}\}}. قد تكون تلك الدالة دالة تقسيم، أو دالة تآثر، أو هاميلتونيان... إلخ. وينبغي على تلك الدالة أن تصف فيزياء النظام وصفًا كاملًا.
والآن إذا طبقنا عملية تحويل جماعية على متغيرات الحالة {\displaystyle \{s_{i}\}\to \{{\tilde {s}}_{i}\}} فلا بد من أن عدد المتغيرات {\displaystyle {\tilde {s}}_{i}} أقل من عدد المتغيرات {\displaystyle s_{i}}. والآن دعنا نعيد كتابة الدالة Z بدلالة المتغيرات {\displaystyle {\tilde {s}}_{i}} فقط. إذا كان ذلك ممكنًا من خلال تحويل البارامترات بطريقة معينة {\displaystyle \{J_{k}\}\to \{{\tilde {J}}_{k}\}} تُعرف تلك النظرية بأنها قابلة لإعادة الاستنظام. تمثل النقاط الثابتة أهم معلومات مُستخلصة من تدفق مجموعة الاستنظام. وتُعطى حالات النظام الماكروسكوبية الممكنة، في النطاقات الواسعة، بدلالة مجموعة النقاط الثابتة تلك. وتُعرف النظرية بأنها بديهية إذا كانت تلك النقاط الثابتة تناظر نظرية مجال حر. ويظهر عدد هائل من تلك النقاط الثابتة عند دراسة نظريات هيجز الشبكية، ولكن تظل طبيعة نظريات المجال الكمومي المناظرة لها موضعًا للتساؤل.

## خلفية تاريخية
توصل كلٌ من لانداو وأبريكوسوف وخالاتنيكوف إلى أول دليل على البداهة المحتملة لنظريات المجال الكمومي عن طريق اشتقاق العلاقة التالية التي تربط بين الشحنة المرصودة gobs بالشحنة «العارية» g₀::

| {\displaystyle g_{obs}={\frac {g_{0}}{1+\beta _{2}g_{0}\ln \Lambda /m}}~,} | \| \| \| \| \| \| \| \| | (1) |
|                                                                            |                         |     |
|                                                                            |                         |     |
حيث m كتلة الجسيم، و Λهو الحد القاطع للزخم. إذا كانت قيمة g₀ محدودة فسوف تؤول قيمة gobs إلى الصفر عند حساب النهاية التي يؤول فيها الحد القاطع إلى ما لا نهاية.

ففي الحقيقة يكمن التفسير الصحيح للمعادلة (1) في عكسها لنختار قيمة g₀ (المتعلقة بمقياس المسافة 1/Λ) التي تعطي القيمة الصحيحة للكمية gobs كما يلي::

| {\displaystyle g_{0}={\frac {g_{obs<nowiki>}}{<}}/nowiki>{1-\beta _{2}g_{obs}\ln \Lambda /m}~.} | \| \| \| \| \| \| \| \| | (2) |
|                                                                                                 |                         |     |
|                                                                                                 |                         |     |
تخالف العلاقة الطردية بين g₀ وΛ المعادلة (1) و(2) في النطاق g₀ ≈ 1 (إذ أننا حصلنا على كلتا المعادلتين بافتراض g₀ ≪ 1). وجود قطب لانداو في المعادلة (2) ليس له معنى فيزيائي.

يُحدد السلوك الحقيقي للشحنة g(μ) بدلالة مقياس الزخم μ من خلال معادلة جيل-مان-لو الكاملة::

| {\displaystyle {\frac {dg}{d\ln \mu }}=\beta (g)=\beta _{2}g^{2}+\beta _{3}g^{3}+\ldots ~,} | \| \| \| \| \| \| \| \| | (3) |
|                                                                                             |                         |     |
|                                                                                             |                         |     |
وهي تُفضي إلى كلٍ من (1) و(2) بشرط أن g(μ) =gobs في حالةμ = m ، وأن g(μ) = g₀ في حالة μ = Λ ،وذلك عندما تتلاشى جميع الحدود على الجانب الأيمن ما عدا الحد الذي يحتوي على β2.
يعتمد السلوك العام للدالة g(μ) على ظهور الدالة β(g). طبقًا لتصنيف بوغوليوبوف وشيركوف توجد ثلاثة أوضاع مختلفة:
1. إذا كانت β(g) تساوي صفر عند القيمة المحدودة g* فسوف يصل معدل نمو g إلى حالة تشبع. أي أن {\displaystyle g(\mu )\to g^{*}} عندما {\displaystyle \mu \to \infty }.
2. إذا كانت β(g) دالة غير متناوبة وتتصرف مثل {\displaystyle \beta (g)\propto g^{\alpha }} مع {\displaystyle \alpha \leq 1} عند قيم g الكبيرة، فسوف يستمر تزايد الدالة g(μ) إلى ما لا نهاية.
3. إذا كان {\displaystyle \beta (g)\propto g^{\alpha }} مع {\displaystyle \alpha >1} عند قيم g الكبيرة فسوف تصبح g(μ) متباعدة عند القيمة المحدودة μ0، وهنا يظهر قطب لانداو الحقيقي: إذ تصبح النظرية متناقضة نتيجة لتعذر تعيين الدالة g(μ) في حالة {\displaystyle \mu >\mu _{0}}.

تناظر الحالة الأخيرة البداهة الكمية في النظرية الكاملة (بعيدًا عن سياق الاضطراب) كما هو واضح من برهان الخلف.
فبالفعل، إذا كانت gobs لانهائية فستصبح النظرية متناقضة مع ذاتها. والطريقة الوحيدة لتجنب ذلك هي حساب النهاية إذ تؤول μ0 إلى ما لا نهاية، ولا يمكن تحقيق ذلك إلا عندما تؤول gobs إلى الصفر (gobs → 0).

## الختام
بالنظر إلى لما سبق تظل مسألة ما إذا كان النموذج القياسي لفيزياء الجسيمات بديهيًا موضع تساؤل حاد. لدينا إثباتات نظرية على بداهة المجالات القياسية النقية، ولكن الوضع الخاص بالنموذج القياسي الكامل لا يزال مبهمًا. وبذلك ننتهي من مناقشة حدود النموذج القياسي الضمنية.